# Чарли Паркър
Чарли Паркър (на английски: Charlie Parker Jr.) е джазов музикант, саксофонист и композитор.
Влиянието, което оказва върху развитието на джаза, е огромно и може да се сравнява с това на Луис Армстронг и Дюк Елингтън. Паркър получава прозвището Ярдбърд (Yardbird, букв. „дворна птица“), което по-късно е съкратено на Бърд (Bird, „птица“). Заедно с Дизи Гилеспи, Бъд Пауъл и Телониъс Монк, той е считан за един от основателите на стила бибоп – нова форма в джаза, отличаваща се с бързо темпо, виртуозна техника и импровизация.

## Биография

### Младежки години
Чарли Паркър е роден на 29 август 1920 г. в Канзас сити, Канзас, САЩ в семейството на Чарлз Паркър. Започва кариерата си на професионален саксофонист на 15 години в един от местните оркестри, ръководен от Джей Макшан. От 1939 г. е в Чикаго и Ню Йорк. Работи като мияч на чинии и свири в различни клубове, дори тогава да не притежава собствен инструмент. Получава ангажимент в „Монро клъб“, където големите музиканти Дизи Гилеспи, Телониъс Монк, Кени Кларк от новата вълна в джаза посещават клуба. Те слушат младият алтсаксофонист и силно са впечатлени от ритмиката и хармонията на неговите изпълнения, която е нова и различна от съществуващите стилове. Той е един от младите музиканти, които отегчени от стереотипа на суинга и липсата на достатъчни солови изяви търсят нови форми, хармонии, мелодични линии и ритмика. В тази своеобразна революция в джаза, наречена „бибоп“, Чарли Паркър ярко се откроява.

### Първи успехи
През 1940 г. се завърнал в Канзас Сити и там с оркестъра на Макшан записва първите си плочи. Новият стил си пробива път основно чрез боп-състава на Били Екстейн, който е новосформиран с участието на Паркър като тенорсаксофонист, Дизи Гилеспи и певицата Сара Вон, изявяваща се и като пианистка. Приет топло от колеги, публика и музикални критици, Паркър с великолепна форма, виртуозност и забележителна техника се налага и превъзхожда партньорите си.
След фиаското през 1945 г. на новата музика, представена от групата Гилеспи–Паркър в Калифорния, ангажиментите му се увеличават. Популярността му на изпълнител и композитор расте и води до откриване на клуб на неговото име, наречен „Бърдланд“. През 1949/50 концертира в Париж и Скандинавските държави с групата „Джаз във филхармонията“, където реализира една мечта – запис на плоча със струнни инструменти. Някои критици смятат тези записи за сполучливи, но единодушно пиесата му „Просто приятели“ е приета като най-вълнуваща негова творба.
Умира на 12 март 1955 г. от пневмония.